# Kotlina Darchadzka

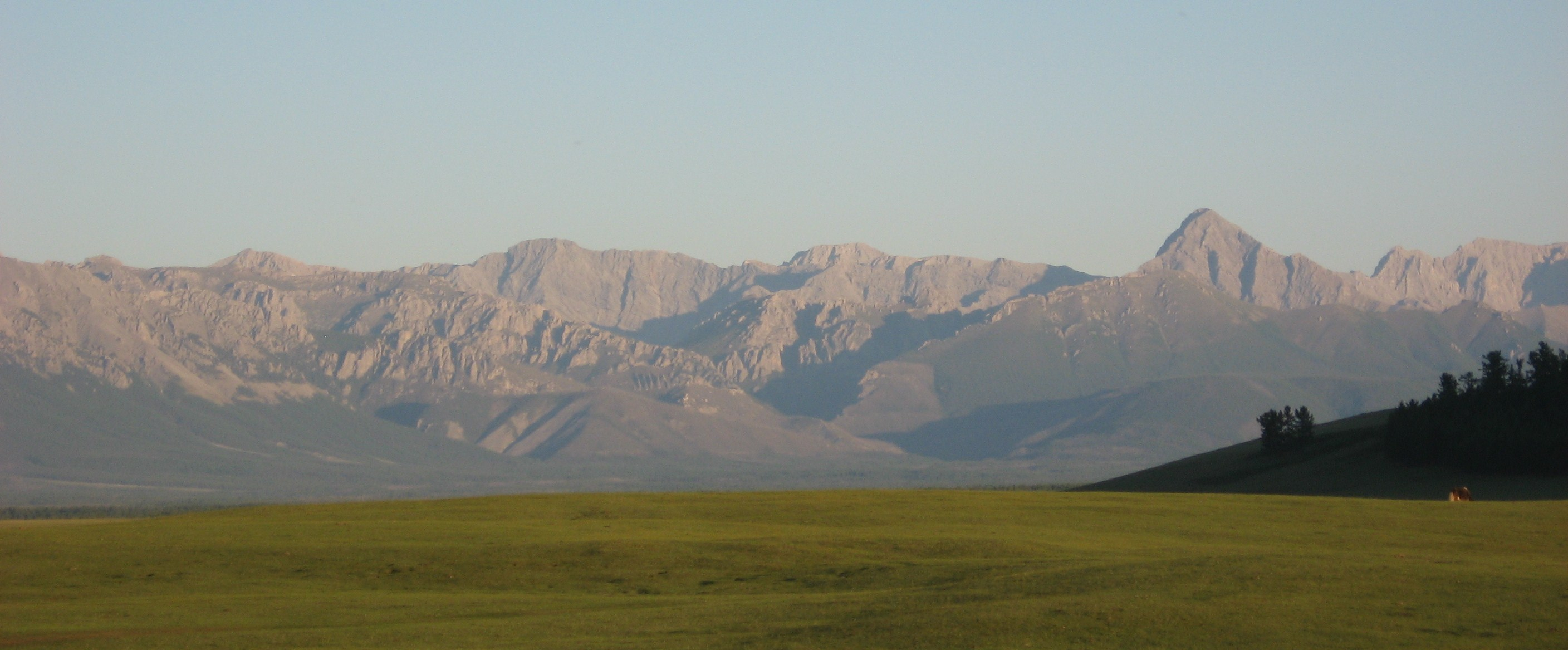
Kotlina Darchadzka

Kotlina Darchadzka (także Kotlina Darchacka; mong. Дархадын хотгор; Darchadyn chotgor) – kotlina śródgórska w północnej Mongolii, na zachód od Chubsugułu, pomiędzy górami Czerwona Tajga (ze strony zachodniej) oraz Chor'dol Sar'dag (ze strony południowo-wschodniej) i Bajan nuruu (ze strony północno-wschodniej). Zbudowana ze skał osadowych.
Przez kotlinę płynie rzeka Mały Jenisej (Sziszged gol). W kotlinie znajduje się kilkadziesiąt małych, obfitych w różne gatunki ryb (zwłaszcza sieję) jezior, z których największe to Dood Cagaan nuur. Rolnictwo na tym obszarze jest słabo rozwinięte; na pastwiskach wysokogórskich prowadzi się hodowlę reniferów.